# Das Erbe oder: Fuckoffjungsgutntag
Dědictví aneb Kurvahošigutntag (dt. Das Erbe oder: Fuckoffjungsgutntag) ist ein tschechischer Film der Regisseurin Věra Chytilová aus dem Jahre 1992.

## Handlung
Die Komödie handelt von einem tschechischen Hinterwäldler, der in einer verfallenen Hütte am Existenzminimum lebt und durch eine Erbschaft seines Stiefvaters zum Millionär wird. Er verprasst sein ganzes Geld und erkennt am Ende durch seinen Bankrott, wer seine wahren Freunde sind.

## Auszeichnungen
Der Film gewann 1993 einen Filmpreis auf dem Festival Finále Plzeň – Festival Českých Filmů und wurde im selben Jahr für einen Preis auf dem Internationalen Filmfestival Moskau nominiert.